# Соборная площадь (Тверь)
Соборная площадь (с 8 января 1941 г. по 29 апреля 2010 г. — площадь Революции) — площадь в Центральном районе Твери, в начале Советской улицы.
Рядом расположены городской сад и стадион «Химик».

## Происхождение названия
Соборная — старейшая площадь Твери. Получила своё название по находившемуся на ней с 1285 года Спасо-Преображенскому собору, взорванному в 1935 году. Кроме собора, здесь в разное время находились церковь Михаила Архангела, Троицкий и Афанасьевский монастыри, архиерейский дом.
В 1764—1766 годах на месте старого архиерейского дома был построен императорский путевой дворец.
В 1936 году на месте снесённого собора была поставлена скульптура «Ленин и Сталин на скамейке», разрушенная гитлеровцами в 1941 году, во время оккупации города.
8 января 1941 года Соборная площадь была переименована в площадь Революции, в память о революционных событиях в Твери.
В октябре 1905 года, на площади, по решению Тверского комитета РСДРП состоялась демонстрация рабочих. После митинга демонстранты двинулись за Волгу, для освобождения из тюрьмы политических заключенных. На месте нынешнего стадиона «Химик» демонстрация была разогнана полицией при помощи кавалерийской части.
На этой площади в дни революции 1905 года был убит тверской губернатор П. А. Слепцов, а в Февральскую революцию 1917 года был убит тверской губернатор фон Бюнтинг.

Историческое название возвращено площади 29 апреля 2010 года, Постановлением главы администрации города Твери Василия Толоко.

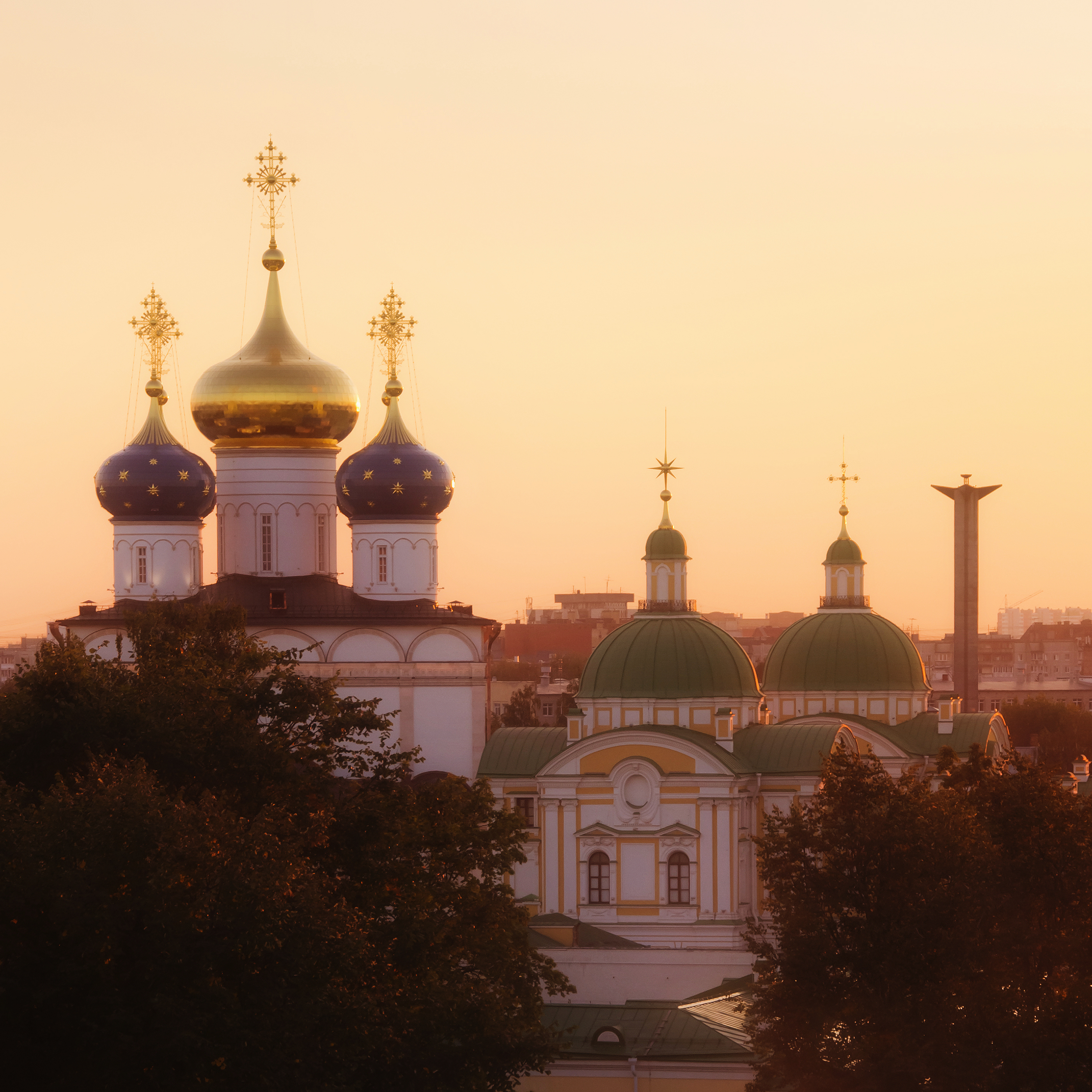
Спасо-Преображенский собор и Императорский путевой дворец в лучах заката. Вид с крыши кинотеатра «Звезда».
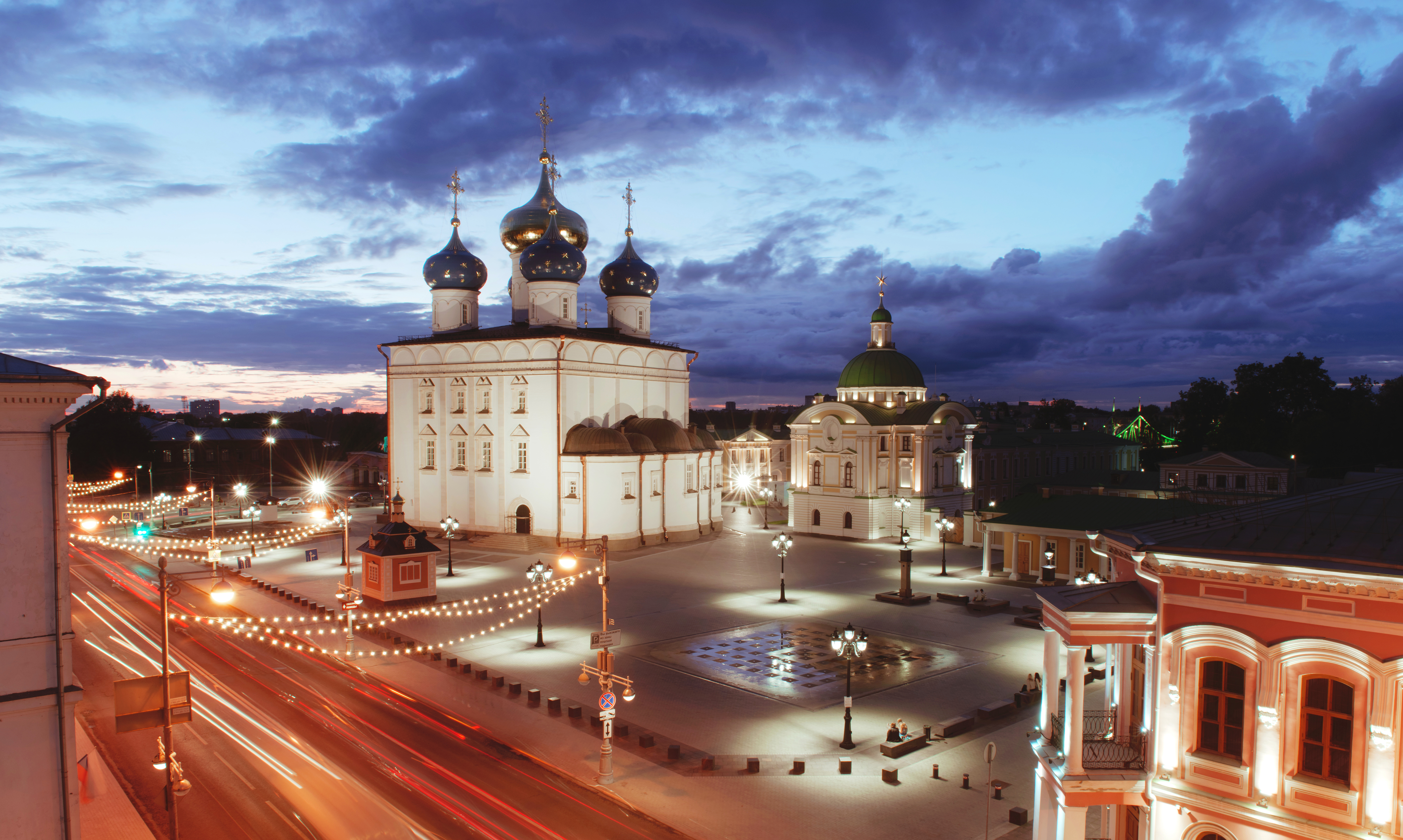
Соборная площадь в вечернее время.
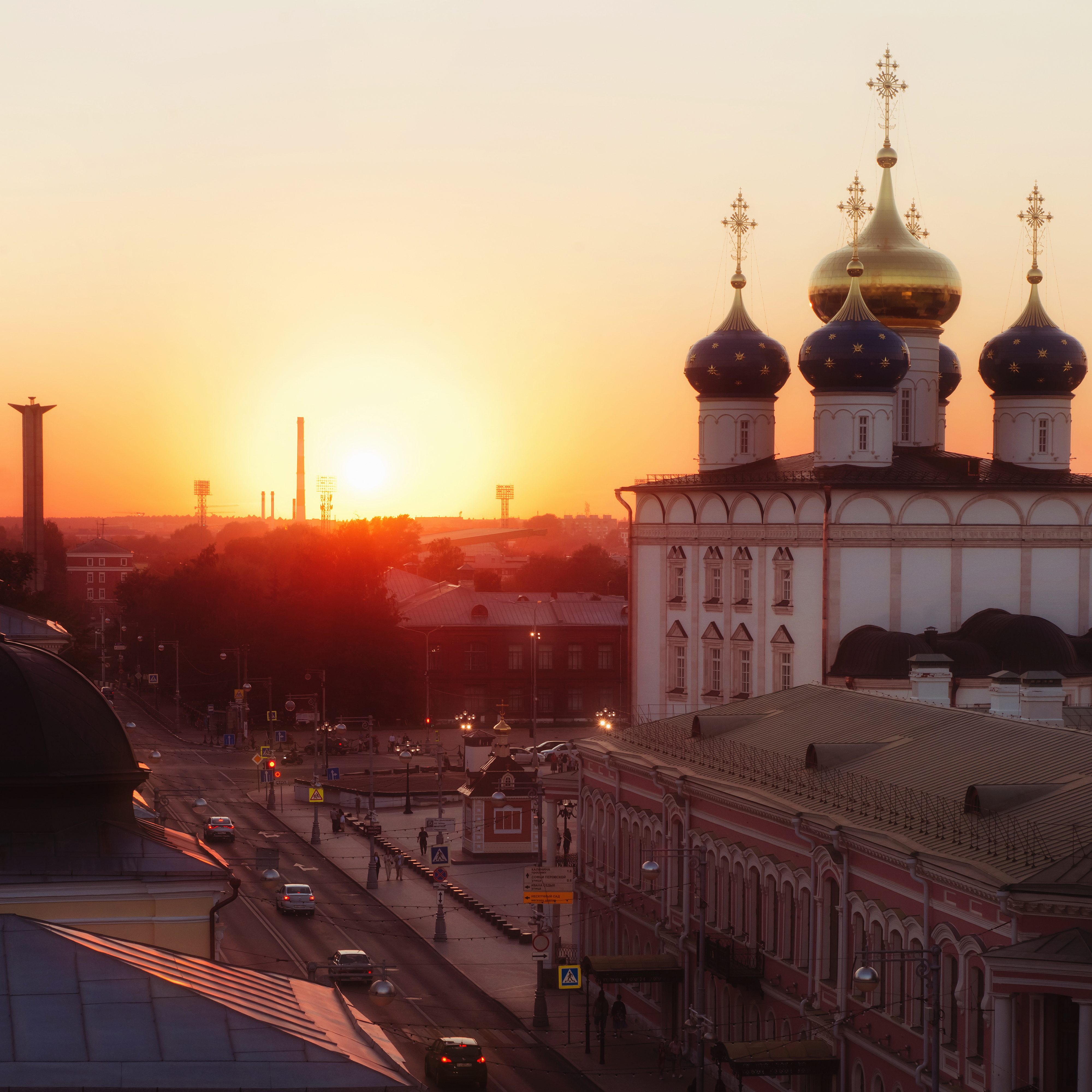
Соборная площадь в лучах утомлённого солнца. Вид с крыши дома № 14 по Советской улице.

## Достопримечательности
- Украшением площади служит путевой дворец, построенный в 1764—1766 годах по проекту М. Ф. Казакова. Во дворце проездом останавливались русские монархи, отсюда и его название.

Позже при участии зодчего Карла Росси к основному зданию дворца были сделаны боковые пристройки.
После Октябрьской революции в Путевом дворце размещались ревком и губисполком. Здесь же был штаб Красной гвардии.

В 1941 году, во время оккупации города, немцы хоронили своих погибших на площади, прямо возле дворца. В начале 1942 года немецкие захоронения были ликвидированы. В ходе боевых действий Путевой дворец сильно пострадал, восстановлен был в 1946—1948 гг.

Кадр военной кинохроники. Автор неизвестен, зима 1941—1942 гг.

В настоящее время в путевом дворце размещаются краеведческий музей и картинная галерея.
- На площадке, рядом с путевым дворцом, располагается памятник «Павшим борцам за мировой Октябрь». Он представляет собой мраморный монумент, установленный на братской могиле революционеров.
- В центре сквера на площади, 30 апреля 1955 года, был установлен памятник М. И. Калинину работы скульптора С. Н. Попова. Держа в руке газету, Калинин как бы направляется к трибуне, чтобы выступить перед народом.
- Вид на площадь Революции(Соборную) с крыши медицинского института. 1965 и 2015гг.

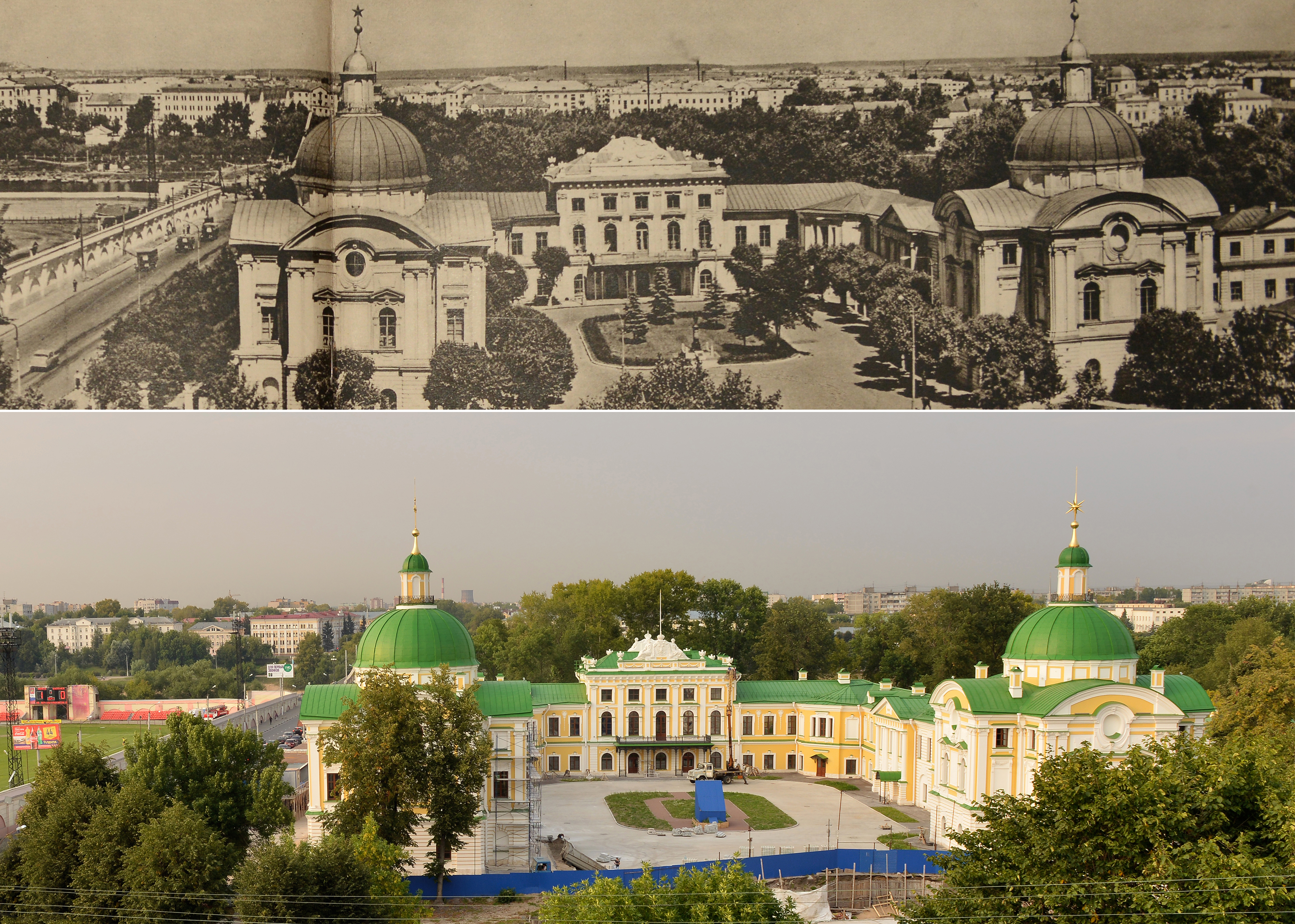
Вид на площадь Революции(Соборную) с крыши медицинского института. 1965 и 2015гг.

В 2012 году было заявлено о начале восстановления кафедрального Спасо-Преображенского собора. В связи с этим вся площадь была огорожена синим забором, спилены многие деревья и начаты раскопки. Весной 2013 года памятник М. И. Калинину планируется перенести в сквер на северной стороне проспекта Калинина между домом № 18 и 1-м переулком Красной слободы.